# Martin Luther King Jr. (métro de Los Angeles)
Martin Luther King Jr. est une station du métro de Los Angeles qui est desservie par les rames de la ligne K et située, près de l'intersection du boulevard Crenshaw et du boulevard Martin Luther King Jr., à la limite des quartiers Baldwin Hills et Leimart Park à Los Angeles en Californie.
La ligne de métro K relie le quartier de Jefferson Park à l'aéroport international de Los Angeles.

## Histoire
Initialement prévue pour être inaugurée en 2021, la station ouvre ses portes en octobre 2022.